# Calvaire de la chapelle Sainte-Croix
Le calvaire de la chapelle Sainte-Croix est située rue de la Chapelle, à  Josselin dans le Morbihan.

## Historique
Le calvaire de la chapelle Sainte-Croix fait l’objet d’une inscription au titre des monuments historiques depuis le 25 septembre 1928.

## Architecture
Le calvaire a été édifié en granite. 
Le fût de la croix est rond. 
Le toit de la croix est sculpté en bâtière double.
La croix représente le Christ en croix. 
Saint-Laurent tient un gril et un livre. 
Sainte Anne est couronnée. 
Saint-Jean-Baptiste porte un agneau. 

## Galerie

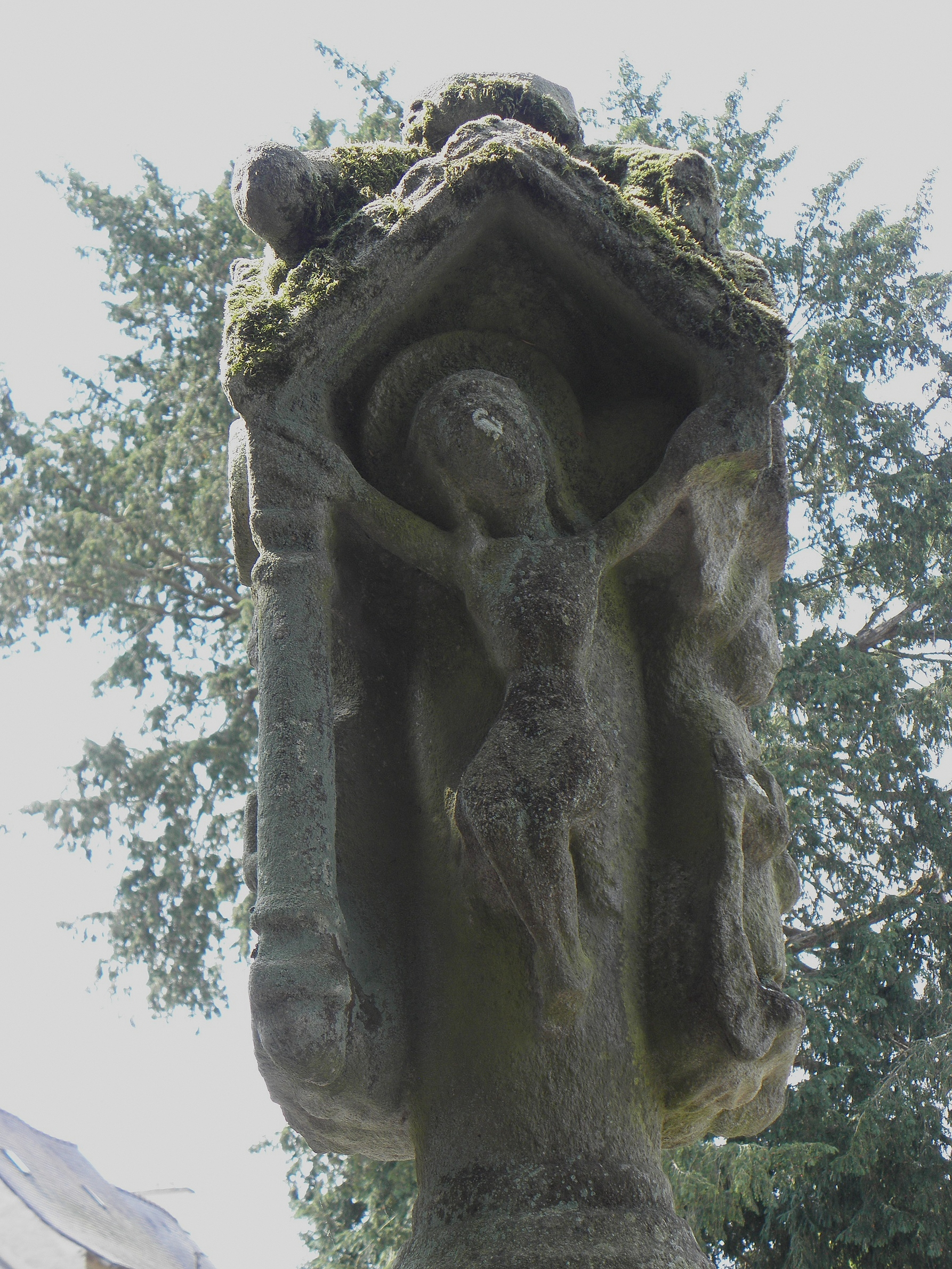
Face est: Christ en Croix.
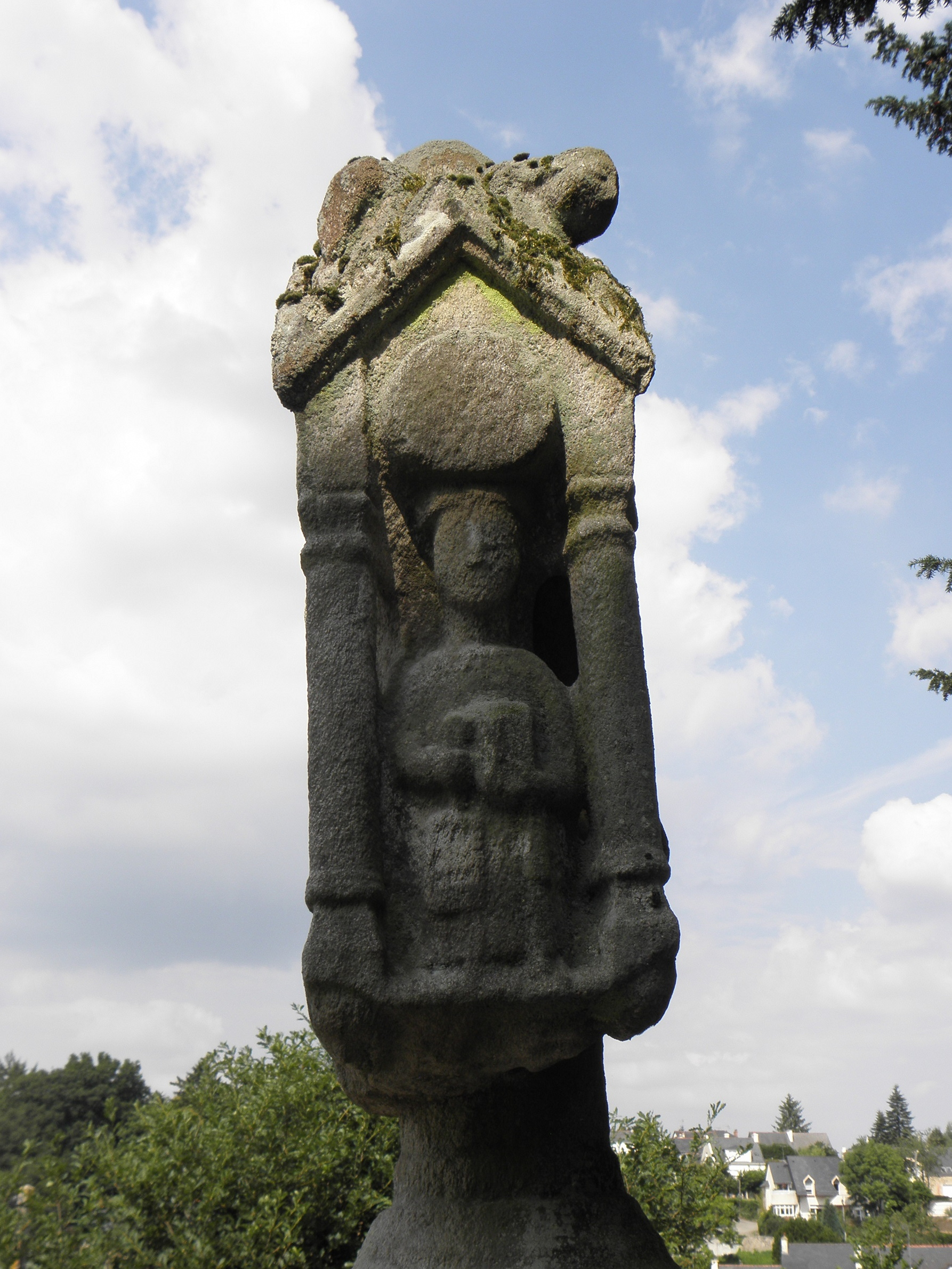
Face sud: Saint-Laurent.
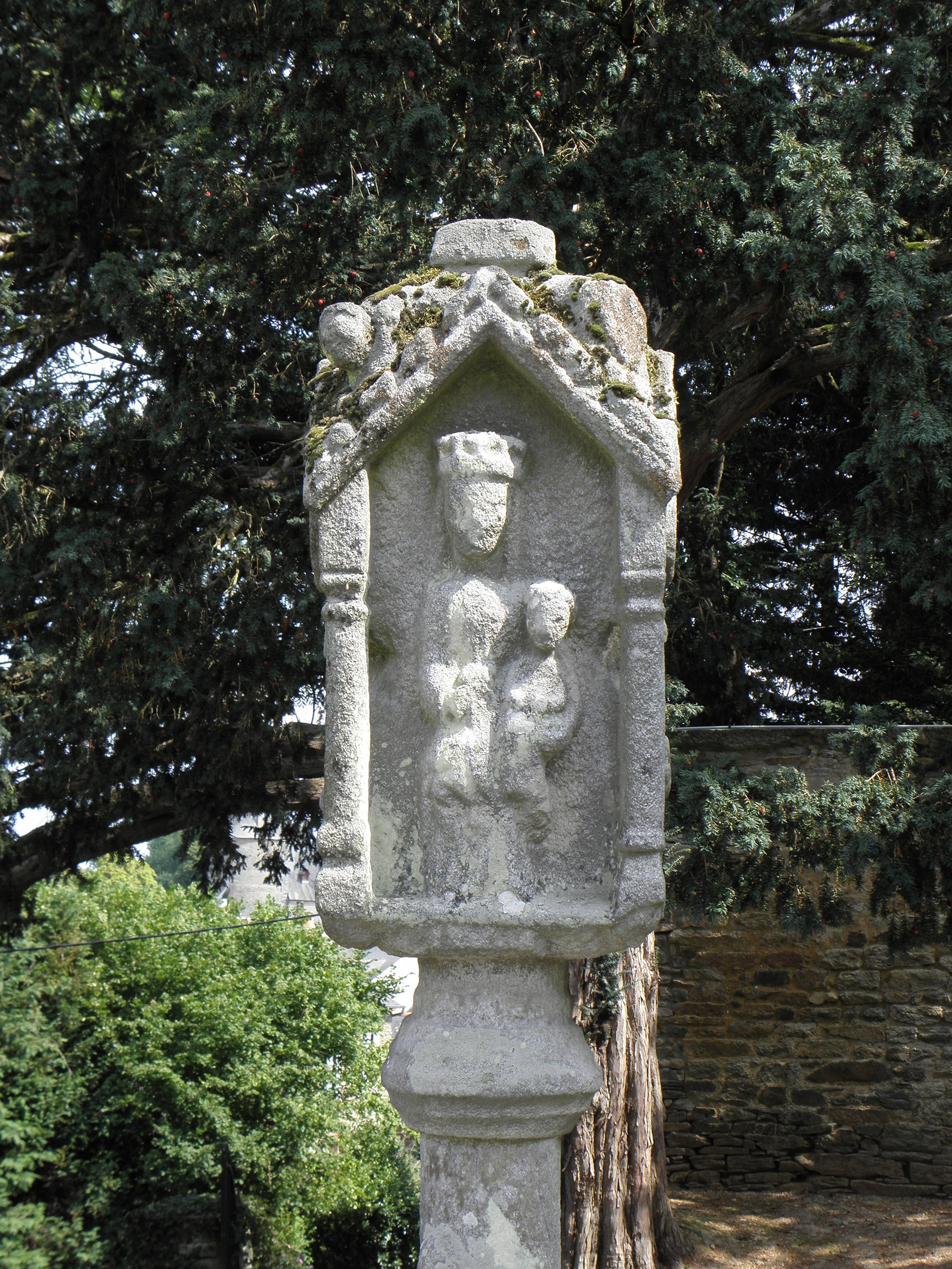
Face est: Sainte-Anne et la Vierge.
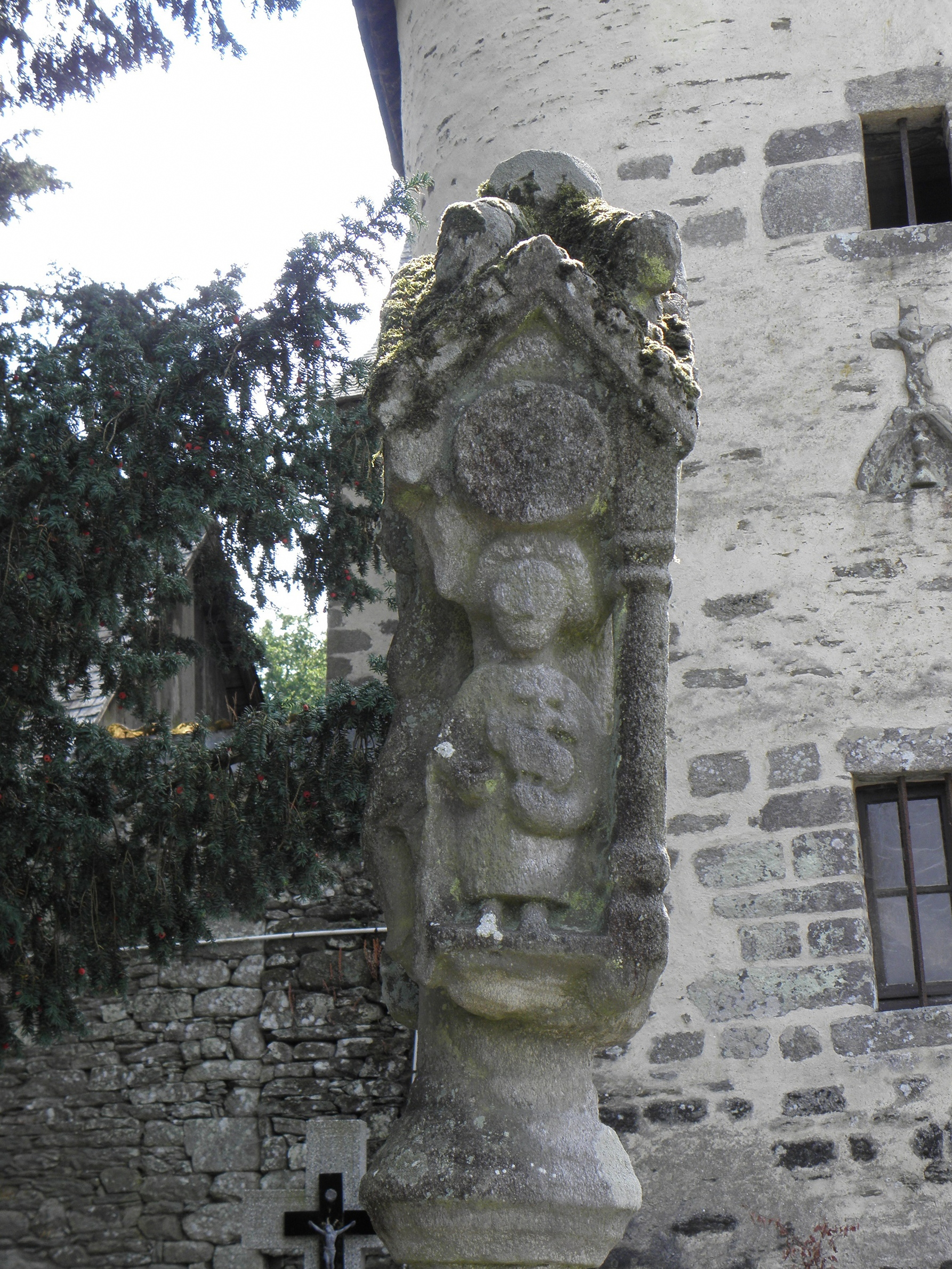
Face nord: Saint-Jean-Baptiste.